# Regenerativt landbrug
Regenerativt landbrug dækker over dyrkningsmetoder i landbruget, hvis formål er at dyrke jorden mere bæredygtigt og skånsomt, så den ikke udpines, og at skabe en frugtbar og sund jord. Dyrkningsmetoden blev første gang omtalt i USA i 1980'erne og har vundet større indpas globalt siden 2000-tallet. Den kan ifølge tilhængerne give bedre jord, mere biodiversitet, forbedre vandets kredsløb, lagre kulstof i jorden, og lede til færre CO2-udledninger. Centrale principper i det regenerative landbrug er minimal jordbearbejdning (f.eks. ingen pløjning), jorddække året rundt, f.eks. ved at anvende efterafgrøder, udnytttelse af husdyr i agerdyrkningen, f.eks. ved afgræsning, og udstrakt brug af kompostering. Regenerativt landbrug har dermed elementer tilfælles med pløjefrit landbrug og Conservation Agriculture, men opfattes som mere omfattende end disse dyrkningsformer. Regenerativt landbrug kan samtidig være økologisk, men behøver ikke at være det.

## Principper
Det er ikke entydigt defineret, præcis hvilke metoder begrebet "regenerativt landbrug" dækker over, da der lægges vægt på forskellige forhold hos forskellige interessenter. Men følgende elementer indgår ofte:
- Jorden skal fodres: Kompost af planterester og dyregødning skal afgive naturlige næringsstoffer til jorden, mens kunstgødning undgås.
- Jorden skal være dækket så meget som muligt: Jorden bør holdes dækket året rundt ved hjælp af efterafgrøder eller vinterafgrøder på markerne.
- Jorden skal ikke forstyrres: Pløjning og anden bearbejdning af tunge maskiner samt kemisk forstyrrelse fra eksempelvis pesticider eller kunstgødning bør undgås.
- Mange forskellige afgrøder: Stor variation i sædskiftet foretrækkes.
- Dyr som naturlig del af produktionen: Samspil mellem dyr og planter udnyttes, f.eks. i form af drøvtyggere som kvæg, der kan udnytte cellulose fra kløvergræs (en udbredt efterafgrøde) til plantegødning.

## Etymologi og oprindelse
Tankerne om regenerativt landbrug er især opstået i USA, men der eksperimenteres med dyrkningsmetoderne verden over. Ordet "regenerativt" kommer af "regenerere", der betyder at gendanne. Den amerikanske non-profit-organisation Rodale Institute, der understøtter forskning i økologisk jordbrug, begyndte at anvende udtrykket (Regenerative agriculture) tidligt i 1980'erne.

## Regenerativt landbrug og økologisk landbrug
Regenerativt landbrug har en del tilfælles med økologisk landbrug, men det er mindre veldefineret, hvad der falder ind under begrebet, end hvad der gælder for sidstnævnte begreb. I Danmark er der således ingen certificeringsordning for regenerativt landbrug, modsat hvad tilfældet er for økologisk landbrug. Nogle jordbrugere, der arbejder med regenerativt landbrug, anvender således pesticider, mens andre ikke gør.

## Regenerativt landbrug, pløjefri dyrkning og Conservation Agriculture
Pløjning forstyrrer smådyr og mikroorganismer i overfladen, hvilket reducerer jordens frugtbarhed. Pløjefrit landbrug (eller pløjefri dyrkning) er derfor normalt ét blandt flere vigtige ingredienser i regenerativt landbrug. Tanken om at undlade at pløje jorden følges dog også af landmænd, der ikke i øvrigt opfatter sig som tilhængere af regenerativt landbrug, og dyrker jorden på normal vis bortset fra den manglende brug af pløjning. I Danmark blev "Foreningen for Reduceret jordbearbejdning i DanmarK" (FRDK), der samler landmænd og andre, der går ind for pløjefri dyrkning, oprettet i 1999.
Et yderligere beslægtet begreb er "Conservation Agriculture" ("bevarende landbrug", forkortet CA), der er mere vidtgående end pløjefrit landbrug, men ikke nødvendigvis indeholder alle de elementer, som normalt indgår i regenerativt landbrug. Conservation Agriculture bygger på tre principper:
- Ingen eller minimal jordbearbejdning
- Varieret sædskifte - aldrig den samme afgrøde på en mark to år i træk
- Permanent plantedække af enten afgrøder, efterafgrøder eller halmdække

Blandt de vigtigste forskelle mellem Conservation Agriculture og regenerativt landbrug er sidstnævntes anvendelse af husdyr til afgræsning. Også mindre kemi, mindre kunstgødning samt brug af kompost kendetegner regenerativt landbrug i forhold til CA.
Conservation Agriculture kombineret med traditionelt landbrug i øvrigt anvender ofte glyfosat-produkter som Roundup for at bekæmpe ukrudt.

## Regenerativt landbrug og den globale opvarmning
Øget kulstoflagring i jorden indgår som et vigtigt element for nogle tilhængere af regenerativt landbrug som et instrument til at dæmpe den globale opvarmning, mens andre mener, at klimaeffekterne af regenerativt jordbrug ikke er entydige.

## Regenerativt landbrug i Danmark
I Danmark blev Foreningen Regenerativt Jordbrug stiftet i februar 2020 af en række primært unge landmænd ved et møde på Makvärket i Knabstrup på Midtsjælland. Foreningen har startet en regenerativ jordbrugsskole som et alternativ til den etablerede danske landbrugsuddannelse. Store danske virksomheder som Arla og Carlsberg ønsker at fremme regenerativt landbrug. Carlsberg har således meldt ud, at virksomheden i 2040 kun vil bruge råvarer fra regenerative landbrug i hele deres globale produktion.